# 佐々木原正夫
佐々木原 正夫（ささきばら まさお、1921年（大正10年）11月17日 - 2005年）は、第二次世界大戦時における大日本帝国海軍のエース・パイロット。甲飛4期、飛練9期。最終階級は海軍飛曹長、ポツダム昇進により少尉。

## 略歴
青森県出身。1935年（昭和10年）4月、静岡県立沼津中学校に入学。
後輩にのちに回天特攻隊隊員となる和田稔がいる。在学中の1938年（昭和13年）、クラスメートらとともに陸上競技部内に「器械体操倶楽部」を立ち上げた。
卒業後の1939年（昭和14年）4月、甲種飛行予科練習生4期生として霞ヶ浦海軍航空隊に入隊。予科練での一年半の基礎教育を終えて1940年（昭和15年）9月、第9期飛行練習生となり、戦闘機搭乗員としての教程を経て、開戦直前の1941年（昭和16年）9月、空母「翔鶴」乗組。真珠湾攻撃では母艦の上空直衛に任じ、その後、ラバウル攻略、セイロン沖海戦に参加。1942年（昭和17年）5月8日の珊瑚海海戦では制空隊に加わり米機動部隊を攻撃、敵機4機を撃墜した。
同年6月、臨時「隼鷹」乗組としてアリューシャン方面の戦いに参加、その後、「翔鶴」に復帰して8月より南方に転戦し、24日、第二次ソロモン海戦で直衛任務に就く。28日に新郷英城大尉ら14名とともにブカ島基地に派遣される。ガダルカナル島の戦いでは29日、30日にそれぞれ1機を撃墜。10月26日の南太平洋海戦でも新郷大尉の列機として機動部隊攻撃に参加と、数多くの戦闘を経験した。
昭和17年11月1日、上等飛行兵曹に昇進。一度内地に帰還したものの空母「瑞鶴」に転勤。再び南方に派遣された。
1943年（昭和18年）2月、ガダルカナル島撤退作戦支援のためラバウル基地に派遣される。4日、納富健次郎大尉の指揮する艦戦隊15機の一員として輸送船団上空直衛中、単機になったとき、運悪く攻撃に来た敵艦上機約30機と遭遇。艦爆・艦攻各2機を撃墜したものの、1機と相打ちで被弾し、海上に不時着水し、そのときの衝撃で前頭部を強打し負傷する。半年間の入院生活ののち本土送還、戦闘機の空輸部隊である一〇〇一空に転勤し、戦闘機のテスト飛行、戦地への空輸に任じる。
1945年（昭和20年）6月、紫電改を主力とする第三四三海軍航空隊戦闘第701飛行隊に転じ、終戦を迎えた。終戦までの撃墜スコアは12機。
戦後は森永製菓に勤務、零戦搭乗員会事務局長も務めた。2005年死去。

## その他
- ＮＨＫ朝の連続テレビ小説「おひさま」ヒロイン・陽子（井上真央）の次兄・茂樹（永山絢斗）は佐々木原がモデル。

## 著書
- 「翔鶴零戦隊 ソロモン上空の哀歌」　（秋本実編『零戦の攻防　母艦部隊の激闘/ミッドウェー海戦、南太平洋海戦、ガ島戦』収録、光人社　2010年）